# Trichosanthes homophylla
Trichosanthes homophylla är en gurkväxtart som beskrevs av Bunzo Hayata. Trichosanthes homophylla ingår i släktet Trichosanthes och familjen gurkväxter. Inga underarter finns listade i Catalogue of Life.